# 桂三枝の連続クイズ
『桂三枝の連続クイズ』（かつらさんしのれんぞくクイズ）は、1981年10月7日から1982年9月15日までTBS系列局で放送されていたTBS製作のクイズ番組である。放送時間は毎週水曜 19:00 - 19:30 （日本標準時）。

## 概要
視聴者参加型のクイズ番組で、『ベルトクイズQ&Q』後期の進行方式とほぼ同じ方式で進められていた。司会を務めていたのは桂三枝（後の6代目桂文枝）で、アシスタント・福田直代がいた。

## ルール

### 前期
大別して「対戦勝ち抜き早押しクイズ」と「ボーナスチャンス」の2本立てで構成された。

#### 対戦勝ち抜き早押しクイズ
前回の勝ち抜き者（チャンピオン）と挑戦者が40点の持ち点からスタートし、早押しクイズに挑戦。出題前にそれぞれ持ち点から10点の単位で得点をかけて、正解すればその分が加算され、その上で相手の賭け点が没収。不正解・お手つきは賭け点没収で、解答権が相手に回る。両者不正解の場合にも賭け点は没収。
4問目からは「ダブルチャンス」となり、正解の場合賭け点×2倍のスコアが与えられる。持ち点が100点になるか、相手の持ち点が0点になったところで勝ち抜きとなる。なお、『Q&Q』のような勝ち抜き賞金（『Q&Q』では1万円）は無かった（後期も同じ）。

#### ボーナスチャンス
大別して「コツコツコース」（『Q&Q』時代には安全コースと呼んでいた）と「ヒラメキコース」（『Q&Q』時代には危険コースと呼んでいた）の2本立てで、どちらか一つを選んで答える。「コツコツ」は2択問題を7問出題し、正解数によって賞金が増える。
前期の前半
1. 1万円
2. 2万円
3. 3万円
4. 4万円
5. 5万円
6. 6万円
7. 10万円

前期の後半
1. 1万円
2. 2万円
3. 3万円
4. 4万円
5. 5万円
6. 10万円
7. 30万円

後期
1. 1万円
2. 2万円
3. 3万円
4. 5万円
5. 10万円
6. 15万円
7. 30万円

「ヒラメキ」は一発勝負で4つのヒントを聞いて答えを探す。1番目のヒントでの正解で30万円、以下10万円、3万円=後5万円、1万円の賞金獲得。ボーナスチャンスが終わると、再び対戦勝ち抜き早押しクイズで次の挑戦者と対戦し、挑戦者に負かされるか、あるいは賞金100万円になるまで繰り返し挑戦できた。
しかし、前期ルールでの100万円獲得者は誕生しなかった。週5日間放送されていた『Q&Q』時代と違い、あまりにも気が遠くなるものだったため、下記の後期ルールに変更された。

### 後期
後期は前週からのチャンピオン1人と挑戦者4人の5人（後に挑戦者5人の計6人になった）で行う形となる。ルールは前期とほぼ同じだったが、対戦勝ち抜き早押しクイズはチャンピオンがチャレンジャーの中から1人を選んでクイズに解答する。また、新チャンピオン（挑戦者の勝ち）になった場合、前チャンピオンの獲得賞金の半額が新チャンピオンに与えられた（5000円は切り上げ）。
放送時間の関係で1回の対戦は3試合（挑戦者5人体制の時は4試合）のみで、対戦が無かったチャレンジャーは次の週に参加。チャンピオンが居残り挑戦者を指名してチャンピオンが勝てば、ボーナスとして10万円が与えられた。また、逆に居残り挑戦者がチャンピオンを下した場合にも、ボーナス10万円＋前チャンピオンの賞金の半額が与えられた（前チャンピオンにも賞金の半額贈呈）。しかし、居残り挑戦者が指名されないと、ボーナス10万円は選ばれなかった週の分（3週選ばれないと30万円）が加算されていった。
ボーナスチャンスにおける前期からの変更点は、「ヒラメキコース」で途中で一度だけ解答の「言い直し権」が与えられたことである。言い直して正解した場合、賞金は言い直した時点での金額になり、仮に言い直す前の解答が正解だった場合には不正解とされた。
100万円獲得者が出てチャンピオンが空位になった場合には、三枝が挑戦者の中から次に対戦する2名を指名し（この時点で前週からの居残り挑戦者がいる場合には、優先的に居残り挑戦者が仮チャンピオンになる）、その対戦で勝った者が新しいチャンピオンに認定された。この場合には居残り挑戦者がいなくなるため、ボーナス10万円は次の週の最初の対戦で勝った者に与えられた。
ボーナスチャンスでパーフェクトを達成して30万円獲得、あるいは合計金額100万円達成となると天井から大量の紙吹雪が舞い降りた。それぞれの賞金獲得者には目録が手渡され、100万円達成者にはさらにゴールデントロフィーも授与された。

## 補足
後期、2週にわたって「ペア大会」を行ったことがあるが、ルールは通常放送時と同じだった。なお、「ペア大会」が終わって通常の個人戦になった時には、チャンピオンと居残りの代表者1名が引き続き参加した。

## 関連書籍
- 桂三枝の連続クイズ 対戦クイズ コツコツ・コース ヒラメキ・コース（TBSテレビ、朝日ソノラマ、1982年2月発行（同年1月発売）、ISBN 4-257-05026-8）

| TBS系列 水曜19:00枠                             | TBS系列 水曜19:00枠                                  | TBS系列 水曜19:00枠                                          |
| 前番組                                          | 番組名                                               | 次番組                                                       |
| ----------------------------------------------- | ---------------------------------------------------- | ------------------------------------------------------------ |
| 刑事犬カールII （1981年4月8日 - 1981年9月23日） | 桂三枝の連続クイズ （1981年10月7日 - 1982年9月15日） | 親子クイズ国語算数理科社会 （1982年10月6日 - 1983年3月30日） |